# Zawadzkie
Zawadzkie (německy Zawadzki, v letech 1936–1945 Andreashütte) je město v jižním Polsku v Opolském vojvodství v okrese Strzelce. Leží na historickém území Horního Slezska na řece Malá Pěna a je ze tří stran obklopeno Stobravsko-turavskými lesy. V roce 2024 zde žilo 6 358 obyvatel. Více než desetina z nich (11,4 % podle sčítání lidu 2011) se hlásila k německé národnosti.

## Historie
Dějiny obce sahají do roku 1836, kdy se zde Andreas hrabě Renard rozhodl založit železárny a s nimi dělnickou kolonii pojmenovanou Zawadzki na počest tehdejšího správce svého panství Franze von Zawadzkého. Usadili se zde především osadníci ze západní části Pruska a obec tak tvořila spolu s Kolonowskiem (Collonowska) a Krupským Młynem (Kruppamühle) protestantskou enklávu v jinak převážně katolickém Horním Slezsku.
V letech 1922–1939, po rozdělení regionu mezi Polsko a Německo (viz hornoslezský plebiscit), státní hranice probíhala pouhé dva kilometry od středu obce. V roce 1936 došlo v rámci nacistické kampaně za odstranění slovansky znějících zeměpisných názvů k přejmenování Zawadzkého na Andreashütte.
Po druhé světové válce byla průmyslová osada přičleněna k socialistickému Polsku a její název mírně pozměněn na tvar ve středním rodu: Zawadzkie. Jakožto součást etnicky smíšené opolské oblasti nebyla podrobena příliš důslednému odsunu německého obyvatelstva, které se po roce 1989 začalo opět z
výrazně podílet na kulturním a politickém životě. V roce 1954 získalo Zawadzkie status sídla městského typu a v roce 1962 se oficiálně stalo městem.
Znárodněné Andreasovy železárny, nově Huta Andrzej, nepřetrvaly ekonomickou transformaci po pádu komunismu a v roce 2003 vyhlásily bankrot. Na jejich tradice navázala válcovna trubek (Walcownia Rur Andrzej sp. z o.o.) spadající pod společnost Alchemia SA.

## Doprava
Zawadzkie leží na železniční trati Opolí – Tarnovské Hory. Osobní doprava je nyní (2020) provozována pouze v polovičním úseku, Zawadzkie je konečnou stanicí osobních vlaků společnosti Polregio z Opolí přes Ozimek a Kolonowskie.

## Partnerská města
- Bockenem, Dolní Sasko, Německo
- Dubnica nad Váhom, Slovensko
- Otrokovice, Česko
- Uebigau-Wahrenbrück, Braniborsko, Německo